# Deutsches Meisterschaftsrudern 1957
Das 68. Deutsche Meisterschaftsrudern wurde 1957 in Berlin ausgetragen. Letztmals wurde das Meisterschaftsrudern als gesamtdeutsche Meisterschaften ausgetragen, weshalb auch Boote aus der DDR am Start waren. Insgesamt wurden Medaillen in 15 Bootsklassen vergeben. Davon 11 bei den Männern und 4 bei den Frauen.

## Medaillengewinner

### Männer
| Bootsklasse                           | Gold | Silber | Bronze |
| ------------------------------------- | --- | --- | --- |
| Einer                                 | Klaus von Fersen (RC Germania Düsseldorf) | Hansotto Sauerhering (Osnabrücker RV) | Keine weiteren Athleten in der Wertung. |
| Doppelzweier                          | Rgm. RV Neptun Konstanz / RC Allemannia von 1866 Thomas Schneider Friedrich-Wilhelm Sidow | Rgm. Ratzeburger RC / RC Germania Düsseldorf Manfred Rulffs Klaus von Fersen                                                                                             | Rgm. Düsseldorfer RV 1880 / Neusser RV Hubert Schildhauer Manfred Kluth |
| Zweier ohne Steuermann                | Ratzeburger RC Walter Schröder Manfred Rulffs | Karlsruher Rheinklub Alemannia Gerhard Zilly Manfred Schilling | ATV Ditmarsia Kiel Kraft Schepke Karl-Heinz Hopp |
| Zweier mit Steuermann                 | RG Wiesbaden-Biebrich 1888 Karl-Heinrich von Groddeck Horst Arndt Rainer Borkowsky (Stm.) | Rgm. Duisburger RV / RuTG Wesel Werner Preller Wolfgang Niemand Rolf Ballo (Stm.)                                                                                        | SC Einheit Berlin Karl-Heinz Witt Franz Winkelmann Manfred Busch (Stm) |
| Vierer ohne Steuermann                | ETuF Essen Wilhelm Montag Horst Stobbe Gunther Kaschlun Christian Stewens | SC Chemie Halle-Leuna Horst Sauerbrey Dietger Mocedowski Manfred Richter Roland Schwaten                                                                                 | Gießener RG 1877 Gernot Obermann Rolf Beck Hans-Wilhelm Loh Walter Kühn |
| Vierer mit Steuermann                 | ASK Vorwärts Berlin Gerhard Müller Egon Meyer Heinz Dathe Lothar Wundratsch Dietmar Domnik (Stm.) | Gießener RG 1877 Gernot Obermann Rolf Beck Hans-Wilhelm Loh Walter Kühn Peter Renger (Stm.)                                                                              | ETuF Essen Wilhelm Montag Horst Stobbe Gunther Kaschlun Christian Stewens Klaus Knörchen |
| Achter                                | SCW DHfK Leipzig Werner Socke Heinz Haase Hans Müller Heinz Sperling Peter Junghans Rainer Köhler Hans-Otto Krüger Eugen Alfert Manfred Heide (Stm.)                                                  | TSC Oberschöneweide Horst Werner Hans-Jürgen Reibold Lothar Schirmer Erhard Krause Alfred Uhlir Richard Schmidt Peter Kossakowski Klaus Hahnel Erich Kolke (Stm.)        | RG Wiesbaden-Biebrich 1888 Gerd Klein Jürgen Klein Hans Häuser Willy Hauch Hermann Schüler Helmut Heinhold Karl-Heinrich von Groddeck Horst Arndt Rainer Borkowsky (Stm.)                         |
| Leichtgewichts-Einer                  | Ulrich Miethke (BSG Aufbau Rüdersdorf) | Frank-Ulrich Piasecki (ARV Angaria Hannover) | Jörg Weissig (SCW DHfK Leipzig) |
| Leichtgewichts-Vierer ohne Steuermann | Düsseldorfer RV 1880 Udo Schubach Georg Kersting Claus Collet Jürgen Werner | HSG Wissenschaft TH Dresden Werner Gruhnwald Klaus Dinter Paul Clemens Werner Schnabel                                                                                   | Frankfurter RG Germania 1869 Werner Moese Klaus Dieterle Jürgen Bruder Johannes Winckler |
| Leichtgewichts-Vierer mit Steuermann  | Bremerhavener RV von 1889 Hans Weerts Karl-Gerhard Harms Bernd Walischewski Hermann Solbrig Gerd Bornemann (Stm.)                                                                                     | Emder RV Herbert Pupkes Rudolf Bakker Karl Leopold Jan Remmers Maximilian Seemüller (Stm.)                                                                               | Gießener RG 1877 Horst Ross Karl Ludwig Damm Klaus Schomburg Horst Deubel Wolfhard Hoffmann (Stm.)                                                                                                |
| Leichtgewichts-Achter                 | Rgm. BSG Motor Magdeburg / SCW DHfK Leipzig Lothar Ewert Ulrich Kleinau Eberhard Kässner Gerhard Knauerhase Franz Sperker Manfred Kattermann Jürgen Coldewey Peter Culemann Siegfried Fichtler (Stm.) | Hannoverscher RC von 1880 Peter Gregor Günter Hanke Detlef Hennecke Günter Knorr Jürgen Kötter Klaus Mewes Jürgen Thoms Ludwig von Tschirschnitz Franz-Otto Noack (Stm.) | Rgm. Erster Kieler RC von 1862 / RG Germania Kiel Reinhard Maurer Jens Paustian Uwe Zwingmann Joachim Klütmann Hans-Jürgen Delfs Winfried Rambo Werner Klenk Peter Willer Peter Pappenheim (Stm.) |

### Frauen
| Bootsklasse                             | Gold | Silber | Bronze |
| --------------------------------------- | --- | --- | --- |
| Einer                                   | Gisela Jäger (SC Einheit Berlin)                                                                            | Ursula Vogt (RuTG Wesel) | Inge Hoppe (RG Wiesbaden-Biebrich 1888)                                                                      |
| Doppelzweier                            | Rgm. Duisburger RV / RuTG Wesel Ingrid Scholz Ursula Vogt                                                   | SC Einheit Dresden Ingeburg Schlicke Elfriede Nacke | SC Dynamo Berlin Ingeburg Sasse Lieselotte Proll                                                             |
| Doppelvierer mit Steuerfrau             | SCW DHfK Leipzig Brigitte Raue Herta Weissig-Manger Ruth Harre-Linhart Johanna Knoll Johanna Ullrich (Stf.) | Rgm. SC Einheit Berlin / SC Chemie Halle-Leuna / BSG Einheit Greifswald Renate Dinger Ruth Zimmermann Gisela Jäger Marianne Kossakowski, Edith Richter (Stf.) | SC Einheit Berlin Christel Schröder Gisela Pilz Inge Bassler Ingrid Drews Helga Fahrentholz (Stf.)           |
| Doppelvierer Stilrundern mit Steuerfrau | BSG Einheit Dresden Mitte Gertraud Werner Anita Günther Gudrun Enger Sigrid Voigt Gundela Hofmann (Stf.)    | SC Einheit Berlin Ursula Lucas Ursel Haag Annemarie Otte Ilse Schreiber Norma Dietz (Stf.)                                                                    | SCW DHfK Leipzig Irene Täschner-Meisel Brigitte Raue Ruth Harre-Linhart Johanna Knoll Johanna Ullrich (Stf.) |